# Bođani
Bođani (serbocroata cirílico: Бођани; húngaro: Bogyán) es un pueblo de Serbia perteneciente al municipio de Bač en el distrito de Bačka del Sur de la provincia autónoma de Voivodina.
En 2011 tenía 952 habitantes. Más de la mitad de los habitantes son étnicamente serbios, quienes conviven con minorías de croatas (šokci), yugoslavos, magiares y ucranianos.
Se conoce la existencia de la localidad en documentos desde 1338-1342, cuando aparece en un listado de diezmos papales del reino de Hungría. La historia del pueblo ha estado ligada durante siglos al monasterio de Bođani, un monasterio ortodoxo serbio dedicado a la Presentación de María que fue fundado en 1478.
Se ubica en las afueras meridionales de Vajska, pueblo del cual está separado por los campos del monasterio, unos 5 km al oeste de la capital municipal Bač.